# Mary Anderson (actrice)
Mary Bebe Anderson (Birmingham, 3 april 1918 – Burbank, 6 april 2014), was een Amerikaans actrice.
De roodharige Anderson maakte haar filmdebuut met de rol van Maybelle Merriwether in de befaamde Gone with the Wind (1939). Ze had in haar carrière voornamelijk bijrollen in bekende films, zoals The Women (1939), The Sea Hawk (1940), All This, and Heaven Too (1940), The Song of Bernadette (1943), Lifeboat van Alfred Hitchcock (1944) en To Each His Own (1946).
In de jaren 50 had Anderson voornamelijk gastrollen in televisieseries, zoals Perry Mason en Studio One in Hollywood. In 1964 kreeg ze de rol van Catherine Harrington in de soapserie Peyton Place. Haar personage overleed al na een paar afleveringen. Hierna ging ze met pensioen. In 1960 werd ze geëerd met een ster op de Hollywood Walk of Fame.
Haar broer James (1921-1969) werd ook acteur en speelde voornamelijk in westerns. Ze was van 1940 tot 1950 getrouwd met schrijver Leonard Behrens en van 1953 tot zijn dood in 1974 met cinematograaf Leon Shamroy, die 4 Oscars won.
Mary Anderson overleed in 2014 op 96-jarige leeftijd aan een hartaanval, in een verzorgingstehuis in Burbank.
- Biblioteca Nacional de España: XX4893872
- Gemeinsame Normdatei: 1049809912
- International Standard Name Identifier: 0000 0000 4395 9319
- Library of Congress Control Number: no93013897
- National Archives and Records Administration: 10575716
- Istituto Centrale per il Catalogo Unico: LO1V425861
- SNAC: w668294q
- Virtual International Authority File: 46332025
- WorldCat: E39PBJp9qh4Gq3P3pP8FjGbcfq